# Lucas Lentes

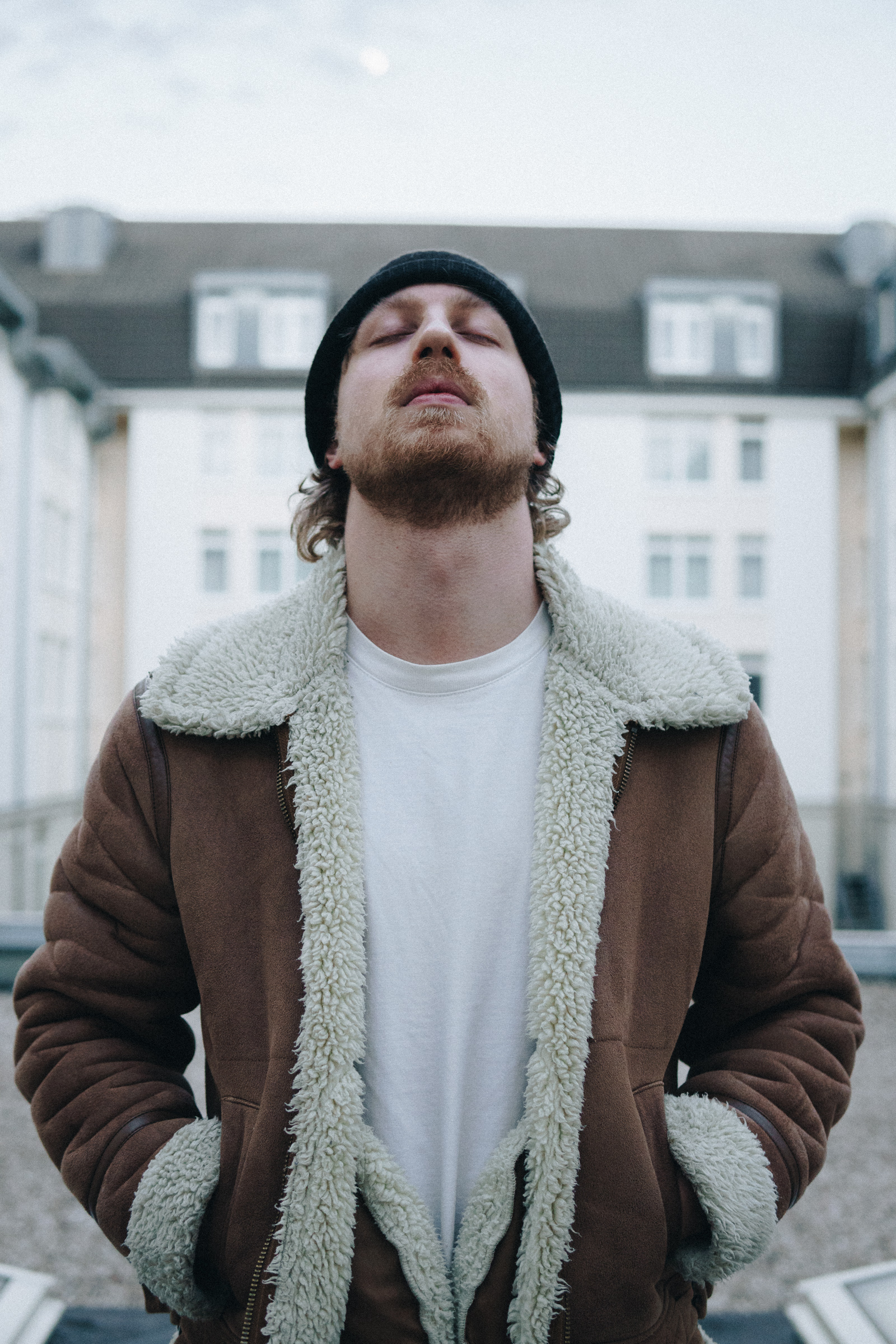
Lucas Lentes (Foto: Yohana Onyango)

Lucas Lentes (* 1994 in Berlin) ist ein deutscher Schauspieler, Synchronsprecher und Fotograf.

## Leben
Lucas Lentes verbrachte seine Kindheit in Berlin-Schöneberg. Mit 11 Jahren zog er nach Trier um und besuchte dort das Friedrich-Spee-Gymnasium. In Trier durchlief er diverse Jugendmannschaften des damaligen Zweitligisten SV Eintracht Trier 05, bevor er mit 14 Jahren zurück nach Berlin zog und dort in die Jugendfußballabteilung der Reinickendorfer Füchse wechselte.
Nach seinem Abitur am Bertha-von-Suttner-Gymnasium 2012 und einem kurzen Auslandsaufenthalt in den USA absolvierte Lentes einen Bundesfreiwilligendienst im Drogentherapiezentrum Berlin. Von 2013 bis 2015 machte er eine kaufmännische Ausbildung im Sportbereich.

## Schauspiel
Während seiner kaufmännischen Ausbildungszeit stand Lentes erstmals regelmäßig vor der Kamera und absolvierte schließlich von 2015 bis 2019 ein Schauspielstudium an der Hochschule für Musik und Theater „Felix Mendelssohn Bartholdy“ in Leipzig. Im Rahmen der schauspielerischen Ausbildung war er während der Spielzeiten 2017/18 und 2018/19 Mitglied im Schauspielstudio Dresden. Im Zuge dessen wirkte er in einigen Theaterproduktionen am Staatsschauspiel Dresden mit und debütierte dort als Riccio in der gleichnamigen Produktion „Herr der Diebe“ nach dem Roman von Cornelia Funke.
Nach Abschluss des Studiums zog er zurück nach Berlin und wirkte in verschiedenen Film- und Fernsehproduktionen mit. Bis zum Beginn der Corona-Pandemie gastierte er am Staatstheater Kassel, wo er in Kristo Šagors „Iason“ mitwirkte, und am Staatsschauspiel Dresden in Bertolt Brechts „Der gute Mensch von Sezuan“ unter der Regie von Nora Schlocker.
Bei seinen ersten Rollen handelte es sich unter anderem um den jungen Walther an der Seite von Barbara Nüsse und Corinna Harfouch in der Netflixserie Zeit der Geheimnisse, (2019, R: Samira Radsi) oder in Erich Kästners Fabian oder Der Gang vor die Hunde (2021, R: Dominik Graf) in der er Gaston, eine männliche Prostituierte im Laufhaus der Irene Moll (Meret Becker), spielte.
In der Serie Blutige Anfänger verkörperte er 2022 den Hausmeister Eugen Porst, eine durchgehende Nebenfigur, die zum Ende hin zur Hauptfigur der Horizontalen wird.
2023 war er Teil von zahlreichen Projekten, so auch von der Miniserie Sam – Ein Sachse (R: Soleen Yusef, Sarah Blaßkiewitz), die auf der realen Lebensgeschichte von Samuel Meffire basiert. Außerdem wird er ab Herbst dieses Jahres in der Miniserie Gute Freunde – Der Aufstieg des FC Bayern (R: David Dietl), welche eine erfolgreiche Premiere beim Filmfest München 2023 hatte, zu sehen sein. Im Frühjahr 2024 steht die Ausstrahlung der TV-Film-Reihe Spreewaldkrimi – Bis der Tod euch scheidet (R: Jan Fehse) bevor, die beim 19. Festival des Deutschen Films für den Filmkunstpreis und den Rheingold-Publikumspreis 2023 nominiert wurde.

### Filmografie (Auswahl)
- 2019: Zeit der Geheimnisse (Netflix-Mini-Serie) – Regie: Samira Radsi
- 2020: SOKO Wismar (TV-Serie, Trittbrettfahrer) – Regie: Oren Schmuckler
- 2021: Fabian oder Der Gang vor die Hunde (Kinospielfilm) – Regie: Dominik Graf
- 2021: 153 Meter (Kinospielfilm) – Regie: Anton von Heiseler
- 2021: Ein Fall für zwei (TV-Serie) – Regie: Bettina Braun
- 2022: Blutige Anfänger (TV-Serie, 3. Staffel, 5 Folgen) – Regie: Franco Tozza, Franziska Jahn
- 2022: Notruf Hafenkante (TV-Serie, Nulllinie) – Regie: Nico Zavelberg
- 2022: Ein Fall für Zwei (TV-Serie, Tod auf der Zora) – Regie: Bettina Braun
- 2023: Sam – Ein Sachse (Miniserie) – Regie: Soleen Yusef, Sarah Blaßkiewitz
- 2023: Wolfswinkel (TV-Film) – Regie: Ruth Olshan
- 2023: Wolfsjagd (TV-Film) – Regie: Jakob Ziemnicki
- 2023: Gute Freunde – Der Aufstieg des FC Bayern (Miniserie) – Regie: David Dietl
- 2023: Spreewaldkrimi: Bis der Tod euch scheidet (TV-Film-Reihe) – Regie: Jan Fehse
- 2023: Die Heiland – Wir sind Anwalt (TV-Serie, Kaltblüter) – Regie: Dirk Pientka
- 2023: Unsichtbarer Angreifer (TV-Film) – Regie: Martina Plura
- 2024: Dr. Nice: Herzflattern (TV-Film) – Regie: Christian Theede
- 2024: Achtsam Morden (Fernsehserie, 1 Folge)
- 2025: Rosenthal
- 2025: Verhängnisvolle Leidenschaft Sylt

### Theater
| 2019–2020 | Iason                                                     | Der Freund               | Kristo Šagor     | Staatstheater Kassel                          |
| 2019      | Traum eines lächerlichen Menschen (Dostojewski)           | Ensemble                 | Philipp Lux      | Staatsschauspiel Dresden                      |
| 2018–2020 | Der gute Mensch von Sezuan (Bertolt Brecht)               | Der Neffe (Alternierend) | Nora Schlocker   | Staatsschauspiel Dresden                      |
| 2018–2019 | Circus Sarrasani. The Greatest Show on Earth              | div.                     | Rainald Grebe    | Staatsschauspiel Dresden                      |
| 2018–2019 | Die Nashörner (Eugène Ionesco)                            | Wisser; Älterer Herr     | Juliane Kann     | Staatsschauspiel Dresden                      |
| 2018      | Ein Weihnachtsmärchen – Christmas Carol (Charles Dickens) | 2. Herr                  | Holk Freytag     | Staatsschauspiel Dresden                      |
| 2018      | Operation Kamen                                           | Soldat                   | Florian Fischer  | Staatsschauspiel Dresden & Archa Theater Prag |
| 2018      | Selfies einer Utopie                                      | L                        | Nicola Bremer    | Staatsschauspiel Dresden                      |
| 2017–2019 | Herr der Diebe (Cornelia Funke)                           | Riccio                   | Niklaus Helbling | Staatsschauspiel Dresden                      |

## Synchron
Seit 2023 steht Lucas auch als Synchronsprecher vor dem Mikrofon.
Sein Debüt gab er unter der Regie von Daniel Reidies als Stimme von James McEwan (Bradley Riches) in der 2. Staffel des Netflix-Originals „Heartstopper“.

### Filmografie (Auswahl)
- seit 2023: Bradley Riches als James McEwan in Heartstopper
- 2023: Amit Barnathan als Damian in Special Ops: Lioness

## Fotografie
Parallel zu seiner Teilnahme an Film- und Fernsehprojekten arbeitet Lucas seit 2019 als Fotograf.
Er fotografierte bereits bekannte Schauspieler und Schauspielerinnen wie Daniel Zillmann, Max Hubacher, Sebastian Hülk, Luise von Finckh und Elisa Schlott, und begleitete SEEED und Bilderbuch bei den Konzerten in der Waldbühne Berlin (BAM BAM Tour 2022).